# Terence O’Leary
Terence Daniel O’Leary, CMG (* 18. August 1928; † 11. Juli 2006) war ein britischer Diplomat, der unter anderem von 1981 bis 1984 Hochkommissar in Sierra Leone sowie zwischen 1984 und 1988 Hochkommissar in Neuseeland.

## Leben
Terence Daniel O’Leary, Sohn von Daniel O’Leary and Mary Duggan O’Leary, begann nach dem Schulbesuch ein Studium an der Universität Cambridge, das er mit einem Master of Arts beendete. Während des Studiums absolvierte er eine Kadettenausbildung und trat am 10. Januar 1948 als Second Lieutenant des Queen’s Royal Regiment (West Surrey) in die British Army ein. Am 3. September 1949 wurde er zum Lieutenant befördert. Vom 1. September 1953 bis zum 5. April 1955 hatte er den kommissarischen Rang eines Captain inne, bevor er als Reserveoffizier aus dem aktiven Dienst ausschied.
Am 20. Juli 1966 trat er in den diplomatischen Dienst (HM Diplomatic Service) des Außenministeriums (Foreign Office) ein. Nach verschiedenen Verwendungen war er im Außenministerium 1969 kommissarischer Leiter des Referats Südasien (Acting Head of South Asia Department, Foreign and Commonwealth Office). Nachdem er von 1972 bis 1974 Botschaftsrat und Kanzler (Counsellor and Head of Chancery) der Botschaft in Südafrika war, fungierte er zwischen 1974 und 1978 als stellvertretender Hochkommissar in Neuseeland.
1981 trat O’Leary die Nachfolge von Michael Hugh Morgan als Hochkommissar in Sierra Leone an und bekleidete diesen Posten bis 1984, woraufhin er von Richard Clift abgelöst wurde. Für seine Verdienste in dieser Zeit wurde er 1982 Companion des Order of St Michael and St George (CMG). Zuletzt wurde er 1984 als Nachfolger von Sir Richard Stratton Hochkommissar in Neuseeland. Er verblieb auf diesem Posten bis zum Erreichen der Altersgrenze von 60 Jahren 1988 und wurde daraufhin Robin Byatt abgelöst.
Aus seiner 1960 geschlossenen Ehe mit Janet Douglas Berney (1935–1997), Tochter von Hugh Barton Berney und Lillian Irene Grigor, gingen die Zwillinge John Terence und Daniel (* 1960) sowie die Tochter Helen Fiona O’Leary (* 1964) hervor.